# Senja
Senja (nordsamisch Sážža) ist nach Hinnøya die zweitgrößte Insel Norwegens und gehört zum Fylke Troms. Sie liegt etwa 350 km nördlich des Polarkreises.

## Geografie
Die Insel ist im Süden durch den Tranøyfjord und den Solbergfjord, im Osten durch den Gisund von Festland getrennt. Im Norden trennt der Malangsfjord sie von der Insel Kvaløy. Die dem Meer zugewandte westliche Seite ist felsig und stark zerklüftet und durch dramatische Fjordlandschaft geprägt. Die wenigen Fischerorte befinden sich in geschützten Buchten oder auf Schären (Husøy). Die dem Festland zugewandte Ostseite hat eher lieblichen Charakter und ermöglicht Land- und Waldwirtschaft.

## Klima
Trotz des hohen Breitengrades ist das Klima wegen des Golfstroms vergleichsweise mild. Im Winter können die Temperaturen bis −24 und im Sommer bis zu +28 Grad Celsius erreichen.

## Archäologie
Im Juni 2025 wurde bei Sand auf Senja eine Bootsbestattung aus der Wikingerzeit freigelegt. In dem etwa 5,4 Meter langen Boot fanden Archäologen die Überreste einer Frau sowie eines kleinen Hundes. Der Fund wird in die Zeit um 900 bis 950 n. Chr. datiert und deutet durch die Beigaben auf eine hochrangige Person.

## Kommune
Die Fläche der Insel war bis zum 1. Januar 2020 auf die vier Kommunen Berg, Torsken, Tranøy und Lenvik aufgeteilt. Im Rahmen der Kommunalreform in Norwegen wurde die gesamte Insel zum 1. Januar 2020 zur Kommune Senja zusammengeführt. Zudem wurde ein Gebiet auf dem Festland in die neue Kommune eingegliedert.

## Verkehr
Man erreicht Senja über die Gisundbrücke von Finnsnes (Festland) nach Silsand. Autofähren gibt es von Andenes (Andøya/Vesterålen) nach Gryllefjord (nur im Sommer), von Brensholmen (Kvaløya) nach Botnhamn und von Harstad (Hinnøya/Vesterålen) nach Skrolsvik.
Die Fischerorte an der Nordwestküste (Husøy, Fjordgård, Senjahopen, Skaland) sind teilweise erst seit Mitte der 1980er Jahre durch Tunnel an das Straßennetz angebunden.

## Wirtschaft

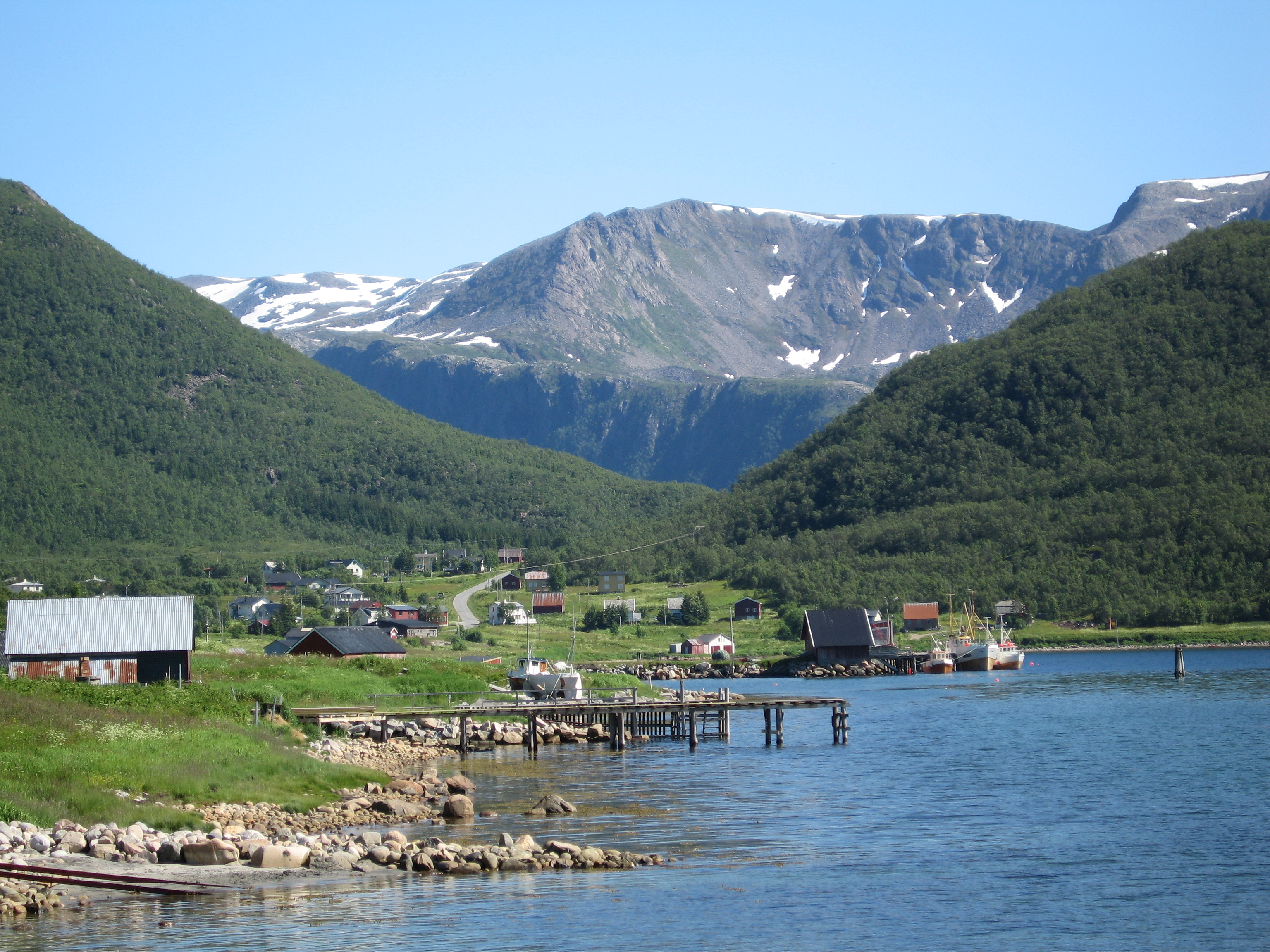
Medby am Veidmannsbotn

Geografisch bedingt wird an der Westküste fast ausschließlich Fischerei betrieben, während an der Ostseite Landwirtschaft vorherrscht.